# Herbert Biberman
Herbert J. Biberman (Filadelfia, 4 marzo 1900 – New York, 30 giugno 1971) è stato un regista, sceneggiatore, produttore cinematografico, drammaturgo statunitense.

## Biografia
Herbert Biberman nacque a Philadelphia in una famiglia di religione israelita; i suoi genitori si chiamavano Joseph ed Eva Biberman; suo padre era comproprietario di un'impresa di abbigliamento, la Biberman Brothers, mentre suo fratello Edward divenne un famoso artista. Dopo una laurea in Economia all'Università della Pennsylvania, appassionato di teatro Herbert Biberman si iscrisse alla Yale's School of Drama; dopo la laurea a Yale (1927) viaggiò in Europa in compagnia del fratello Edward. Ritornato in patria, lavorò al Theatre Guild di New York con spettacoli propri ispirati al realismo socialista sovietico: The Camel through the Needle's Eye (1929), Karl and Anna (1929), Miracle at Verdun (1931), Valley Forge (1934). Nel 1930 sposò l'attrice Gale Sondergaard, protagonista l'anno precedente di Karl and Anna; il loro matrimonio durò fino alla morte di Biberman.

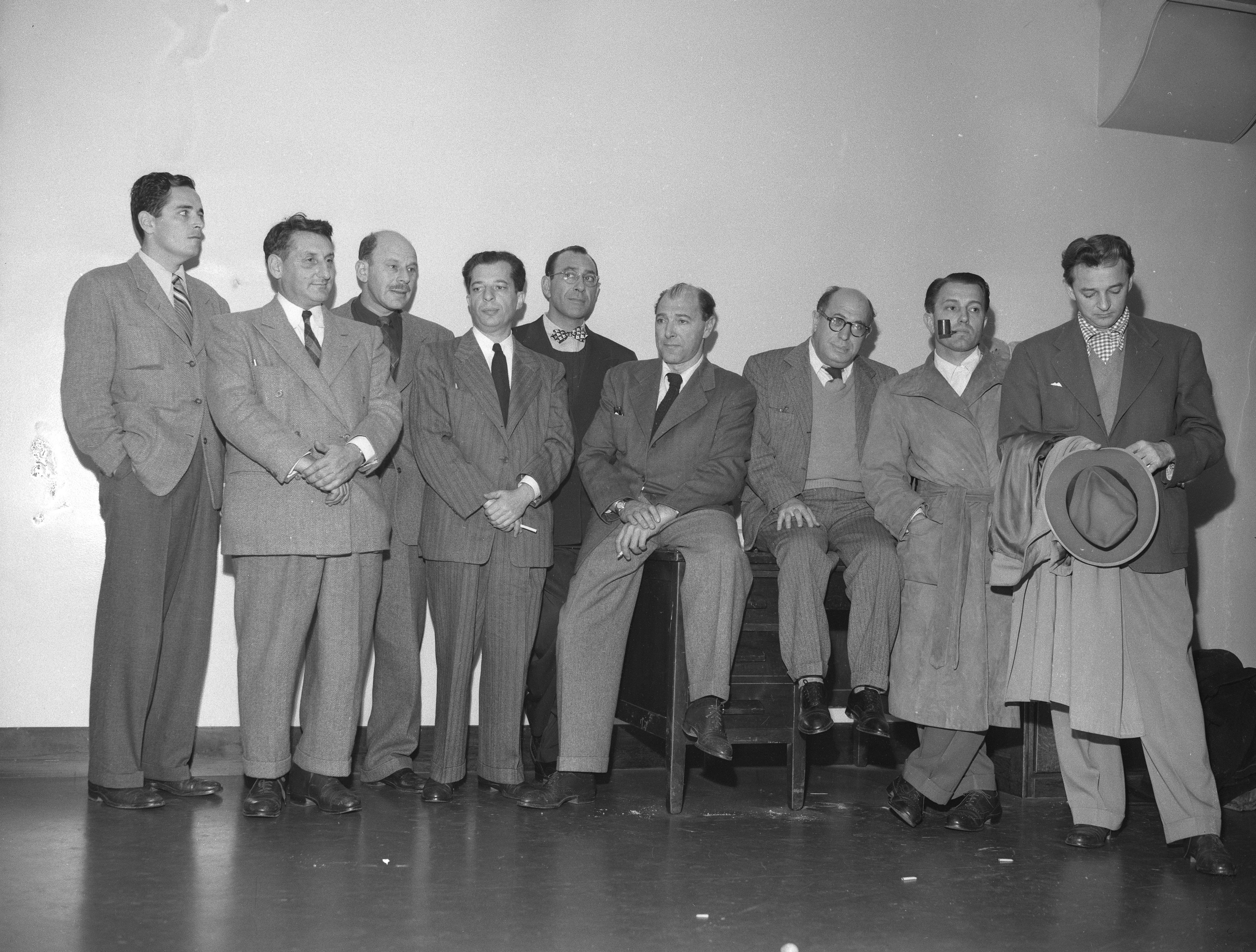
Nove dei "Dieci di Hollywood"- Herbert Biberman è il quinto da sinistra

Cominciò a lavorare nel mondo del cinema nei primi anni trenta. Fu uno dei fondatori della Hollywood Anti-Nazi League e membro del Committee for Loyalist Spain antifranchista; i suoi lavori erano molto politicizzati. Biberman è ricordato per essere stato uno dei "Dieci di Hollywood", ossia uno dei dieci uomini di cinema condannati alla reclusione per non avere collaborato con la Commissione per le attività antiamericane (HUAC) e non averne riconosciuto l'autorità. Liberato dopo sei mesi di prigione, Biberman ebbe molte difficoltà lavorative. Nel 1954 Herbert Biberman girò Sfida a Silver City su uno sciopero di minatori a Grant County, un film prodotto da Paul Jarrico, un produttore incluso anch'egli nella lista nera dell'HUAC. Gli sforzi di Biberman di realizzare questo film costituì il soggetto del film anglo-spagnolo Punto di vista (One of the Hollywood Ten), edito nel 2000 con la regia di Karl Francis. In quest'ultimo film, Herbert Biberman e sua moglie Gale Sondergaard sono interpretati rispettivamente da Jeff Goldblum e da Greta Scacchi.

## Filmografia

### Sceneggiature
- King of Chinatown (1939)
- Vigilia d'amore (When Tomorrow Comes), regia di John M. Stahl (1939)
- La spia di Damasco (Action in Arabia, 1944)
- Traditori (The Master Race, 1944)
- Ancora insieme (Together Again, 1944)
- La città del jazz (New Orleans, 1947)
- Slaves (1969)

### Regista
- One-Way Ticket (1935)
- Meet Nero Wolfe (1936)
- Traditori (The Master Race, 1944)
- Sfida a Silver City (Salt of the Earth, 1954)
- Slaves (1969)

### Produzioni
- I predoni della città (Abilene Town, 1946)
- La città del jazz (New Orleans, 1947)